# Локсантоцереус
Локсантоцереус  (лат. Loxanthocereus) — род суккулентных растений семейства Кактусовые (Cactaceae) произрастающий на территории Перу.

## Описание
Растения рода Локсантоцереус имеют средний размер и отличаются своими латерально разветвлёнными стеблями. Стебли могут быть тонкими, прямостоячими или лежачими, с малозаметными рёбрами. Ареолы довольно мелкие, находятся на вершинах бугорков. Колючки, в основном короткие и многочисленные, от щетинковидных до шиповидных.
Цветки яркие, имеют воронковидную форму. Цветочная трубка длинная и тонкая, иногда покрыта волосками. Цветки зигоморфные, могут быть красными, оранжевыми, алыми или желтыми, иногда с карминовым оттенком. Плоды мелкие и шаровидные, от зеленоватого до красноватого цвета. Семена матовые, черные.

## Распространение
Представители рода эндемичны для Перу (Анкаш, Арекипа, Аякучо, Уанкавелика, Ла-Либертад, Лима, Такна). Произрастают на высоте 50-3300 м над уровнем моря.

## Таксономия
Loxanthocereus Backeb., первое упоминание в Cactaceae (Berlin) 1937(1): 24 (1937).

### Виды
Подтверждённые виды по данным сайта Plants of the World Online на 2023 год:
- Loxanthocereus acanthurus (Vaupel) Backeb.
- Loxanthocereus camanaensis Rauh & Backeb.
- Loxanthocereus clavispinus Rauh & Backeb.
- Loxanthocereus faustianus (Backeb.) Backeb.
- Loxanthocereus hoffmannii F.Ritter
- Loxanthocereus hoxeyi (G.J.Charles) Lodé
- Loxanthocereus hystrix Rauh & Backeb.
- Loxanthocereus jajoanus (Backeb.) Backeb.
- Loxanthocereus pachycladus Rauh & Backeb.
- Loxanthocereus peculiaris Rauh & Backeb.
- Loxanthocereus sextonianus (Backeb.) Backeb.
- Loxanthocereus sulcifer Rauh & Backeb.
- Loxanthocereus xylorhizus F.Ritter

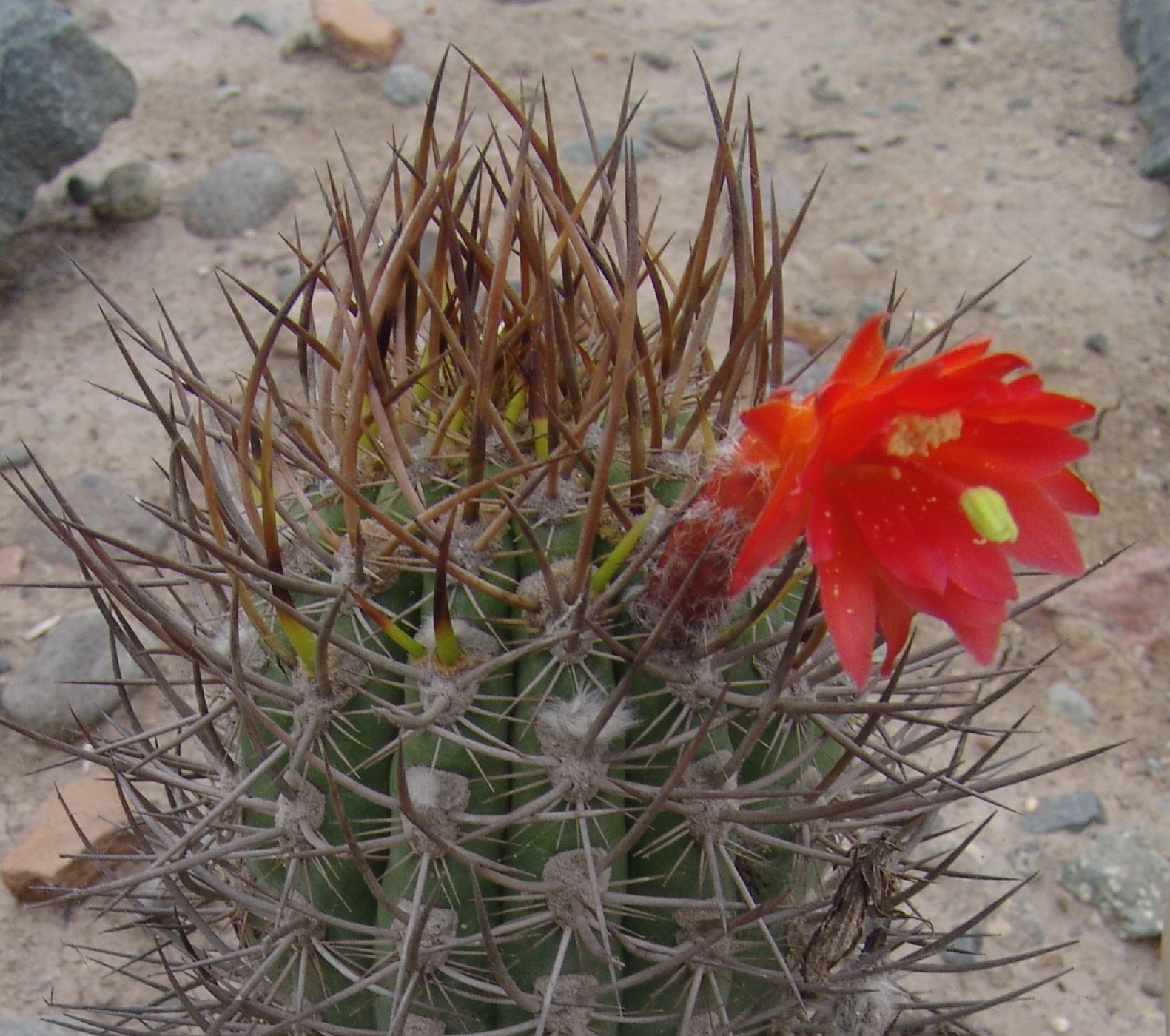
Loxanthocereus acanthurus
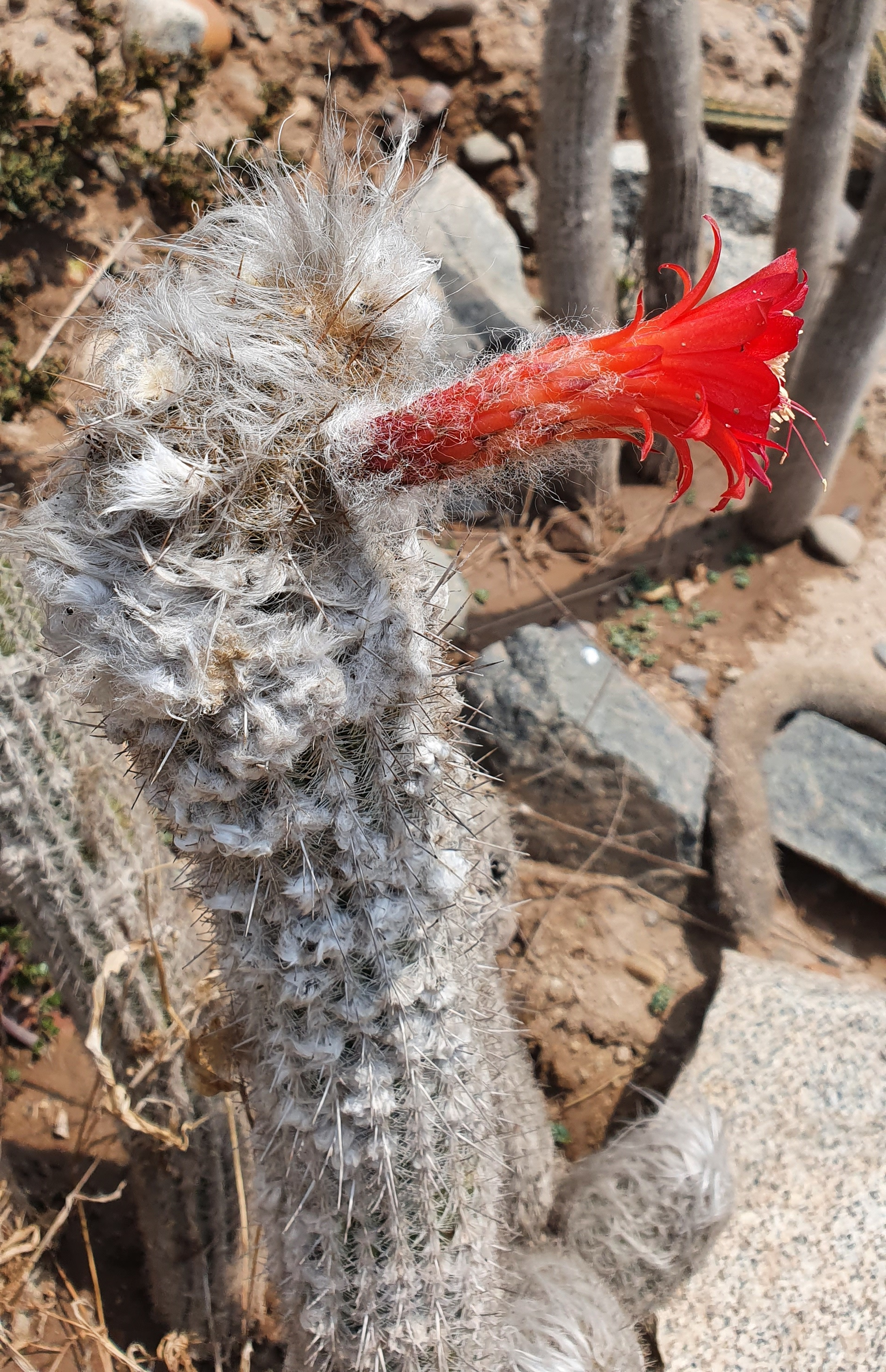
Loxanthocereus hoffmannii
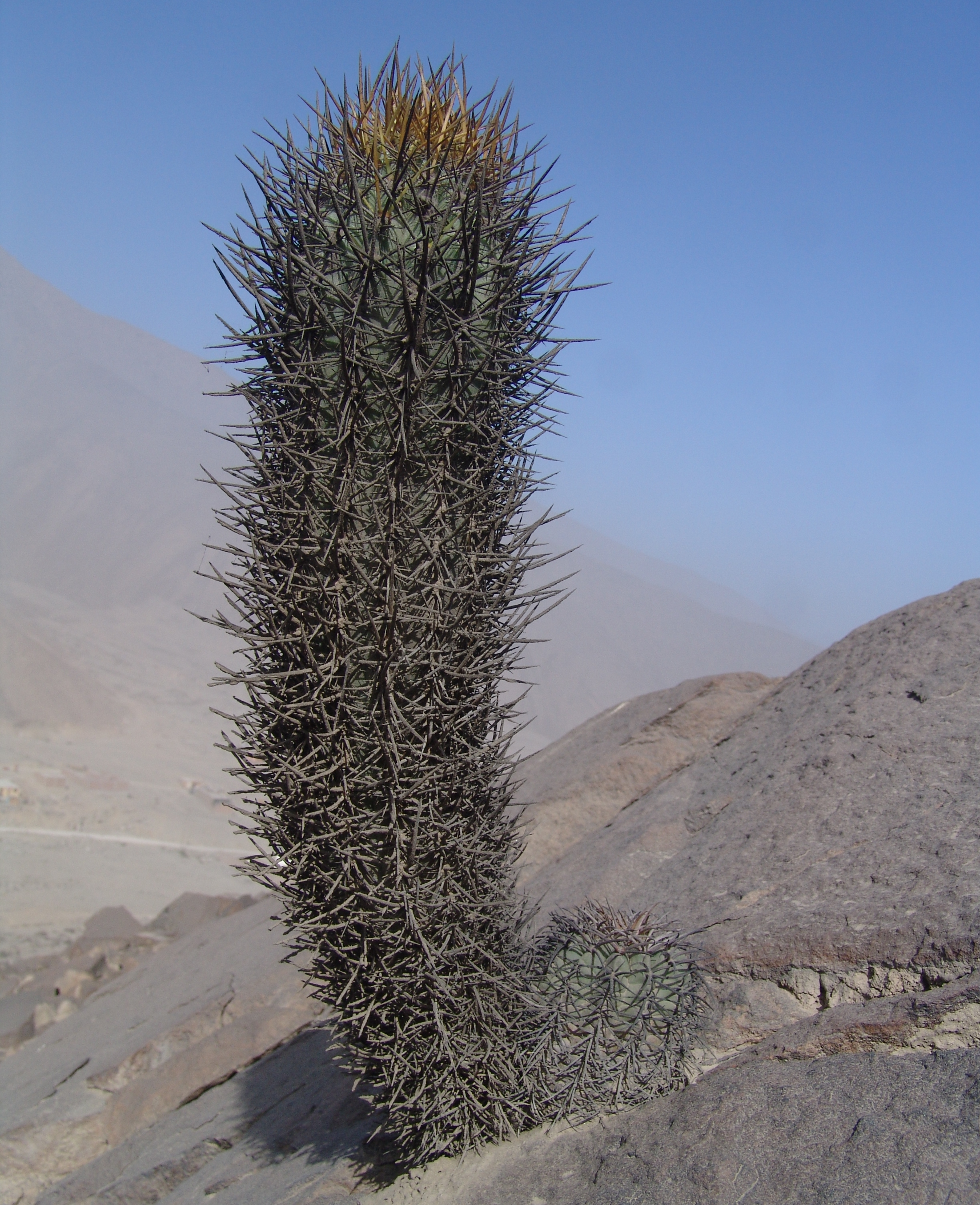
Loxanthocereus xylorhizus